# Окапи (заповедник)
Окапи (фр. Réserve de faune à okapis) — национальный парк на территории Демократической республики Конго в Африке. Парк расположен на северо-востоке Конго, недалеко от границ с Южным Суданом и Угандой, большая часть парка находится в бассейне реки Итури, правого притока Конго. Резерват Окапи входит в список Всемирного наследия ЮНЕСКО, причём Окапи также внесён в список объектов, находящихся под угрозой уничтожения.

## Резерват
Парк Окапи занимает одну пятую часть лесов бассейна Итури, общей площадью 13 726,25 км². Территорию резервата населяют животные (в частности до 13 видов обезьянообразных, лесной слон), находящиеся на грани исчезновения. Кроме того, здесь обитает около 5 тысяч особей окапи из приблизительно 30 тысяч живущих на воле в Африке (в 1996 году в парке проживало 3 900—6 350 тысяч животных из 10 000—20 000 тысяч). Также на территории резервата проживают исконные кочевые охотники пигмейских племен Мбути и Эфе.

## Всемирное наследие
Резерват Окапи был включен в список Всемирного наследия ЮНЕСКО на 20-й сессий в 1996 году. При этом в 1997 году была отмечена угроза сохранности фауне резервата из-за подсечно-огневого земледелия, а также браконьерства — распространённой в Конго коммерческой охоты на диких животных. В национальном парке несколько лет назад обнаружили месторождения золота, разработка которых и Золотодобыча на территории заповедника также нанесли непоправимый урон экологии парка. В 2005 году на территории Окапи проходили боевые действия, в результате чего часть научных сотрудников резервата была эвакуирована.